# 1616 en santé et médecine
| Années de la santé et de la médecine : 1613 - 1614 - 1615 - 1616 - 1617 - 1618 - 1619    |
| Décennies de la santé et de la médecine : 1580 - 1590 - 1600 - 1610 - 1620 - 1630 - 1640 |

Cet article présente les faits marquants de l'année 1616 en santé et médecine.

## Événements
- 16-18 avril : William Harvey donne ses premières conférences au Collège royal de médecine de Londres[1].
- 22 avril : Cervantès présente en mourant les symptômes du diabète[2].
- 23 avril : Shakespeare meurt à Stratford, probablement d'une accident vasculaire cérébral[3] et, selon une tardive légende, après une nuit très arrosée en compagnie de Ben Jonson et de Michael Drayton[4].
- La variole est signalée « pour la première fois en Nouvelle-France en 1616 près de Tadoussac, premier poste de traite des fourrures de la colonie[5] ».

## Publications
- François Citois, médecin de Poitiers, plus tard au service de Richelieu, fait paraître son traité sur la colique du Poitou[6], maladie qu'il « attribue à l’excès de boisson des vins verts et acides[7] ».
- Fortunio Liceti (1577-1657), médecin et professeur de philosophie à  Padoue, fait paraître son traité sur les monstres (De monstrorum caussis, natura et differentiis libri duo[8]).
- Jean Vigier, médecin à Castres, publie son Enchiridion anatomique, compilation à laquelle il joint une brève Histoire du fœtus[9].

## Naissances
- 18 octobre : Nicholas Culpeper (mort en 1654), botaniste, herboriste, médecin et astrologue anglais[10].
- 20 octobre : Thomas Bartholin (mort en 1680), médecin, mathématicien et théologien danois[11].
- 23 novembre : John Wallis (mort en 1703), mathématicien, linguiste et phonéticien anglais, pionnier de l'éducation des sourds-muets[12].

## Décès
- 19 février : Élie de Montalte (né en 1567), médecin de Marie de Médicis[13].
- 23 mars : Mathias de l'Obel (né en 1538), médecin et botaniste flamand[14].
- 25 juillet : Andreas Libavius (né en 1555), chimiste et médecin allemand[15].
- Guillaume de Baillou (né en 1538), « probablement, avec Jean Fernel, le médecin parisien le plus influent de l'époque moderne[16] ».
- Joost Balbian (de) (né en 1543), médecin et alchimiste néerlandais[17].
- Giulio Cesare Casseri né en 1552), anatomiste italien, le premier à décrire le polygone de Willis[18], surtout connu comme auteur de Tabulae anatomicae (1627) et d'un De Vocis auditusque organis (c.1600[19],[20]).
- Johannes Fabricius (né en 1587), fils de David Fabricius, devenu astronome, comme son père, après avoir renoncé à ses études de médecine[21].
- Pierre Milon (né en 1553), médecin des rois de France Henri IV et Louis XIII[22].